# Havelländische Eisenbahn
Havelländische Eisenbahn AG (HVLE) lautet seit dem Jahr 2006 der Name eines Eisenbahnverkehrs- und Eisenbahninfrastrukturunternehmens, das im Jahr 1892 unter der Firma AG Osthavelländische Kreisbahnen (OHK) in Nauen in der Provinz Brandenburg gegründet worden ist. Der Unternehmensschwerpunkt liegt im Güterverkehr (v. a. Kalktransporte); darüber hinaus ist die HVLE in den Tätigkeitsfeldern Baulogistik, Werkstattservice, Anschlussbahnverkehr und Consulting tätig. Den Schienenpersonenverkehr hat sie nach dem Zweiten Weltkrieg aufgegeben.

## Geschichte

### Osthavelländische Kreisbahnen
Unmittelbar nach dem Inkrafttreten des Preußischen Kleinbahngesetzes im Jahr 1893 beschlossen der Landkreis Osthavelland in der Provinz Brandenburg und die Gemeinden Nauen und Ketzin sowie die Zuckerfabrik Nauen, das Kreisgebiet mit Eisenbahnstrecken in der Fläche zu erschließen. Daraus entstanden die Osthavelländischen Kreisbahnen. Der Kreistag Westhavelland beauftragte die OHK mit dem Bau und Betrieb der Westhavelländischen Kreisbahnen. Die Strecke Nauen – Ketzin wurde Ende 1893 eröffnet. 1904 wurde die rechtlich eigenständige Kleinbahn Nauen – Velten eröffnet, deren Betriebsführung aber die OHK hatte. In den Jahren 1909–1912 wurde noch ein Abzweig Bötzow – Spandau eröffnet. 1924 wurde diese Kleinbahn Nauen – Velten auch formal von der OHK übernommen. In Spandau Johannesstift und Hennigsdorf wurden Industriebetriebe bedient, von Johannesstift gab es ein Anschlussgleis nach Hakenfelde. Durch ein 1935 eröffnetes Anschlussgleis zum Flugplatz Schönwalde nahm der Verkehr noch zu.

### Osthavelländische Eisenbahn AG

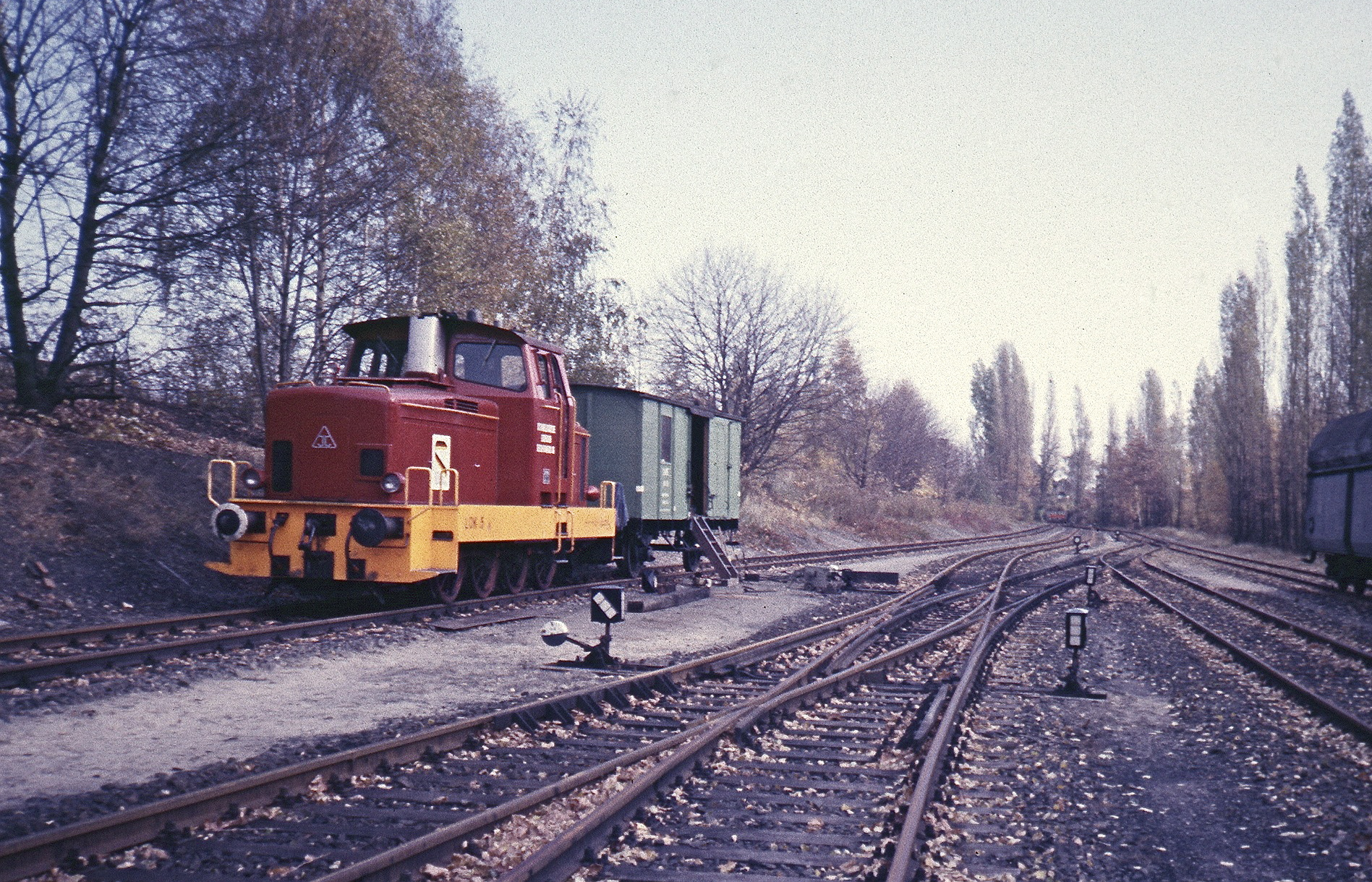
Bahnhof Spandau OHE mit OHE-Lok 5 (Typ Jung R 60 D), 1986

Ab 29. Juli 1941 nannte sich die Gesellschaft Osthavelländische Eisenbahn AG, kurz OHE. Neben dem Kreis Osthavelland waren der preußische Staat, die Provinz Brandenburg sowie die Stadt Ketzin und die Berliner Verkehrsbetriebe (BVG) beteiligt. Obwohl sich also das gesamte Kapital im Staats- und Kommunalbesitz befand, wurde die Gesellschaft 1946 von den Sowjetischen Besatzungsmacht in der Sowjetischen Besatzungszone enteignet und die Bahnen zunächst den Landesbahnen Brandenburg, dann der Deutschen Reichsbahn unterstellt. Nur der Berliner Teil der Bötzowbahn blieb der Gesellschaft erhalten, auf der auch weiterhin Güterverkehr und bis 1950 Personenverkehr betrieben wurde. Das Berliner Vermögen wurde 1948 von der britischen Militärregierung beschlagnahmt und ab dem 1. April 1950 unter die treuhänderische Verwaltung der Berliner Verkehrsbetriebe gestellt, ab dem 1. Juni 1956 unter die Verwaltung des Senators für Verkehr und Betriebe. 1972 wurde die Gesellschaft unter Beibehaltung der alten Gesellschaftsanteile neugegründet und damit die Treuhänderschaft aufgehoben. Für den Betrieb waren 1982 vier vierachsige Diesellokomotiven vorhanden. Jährlich wurden zwischen 600.000 t und 700.000 t befördert.
Nach 1990 erweiterte die Gesellschaft ihren Betrieb wieder in ihr altes Betätigungsfeld.

### Havelländische Eisenbahn

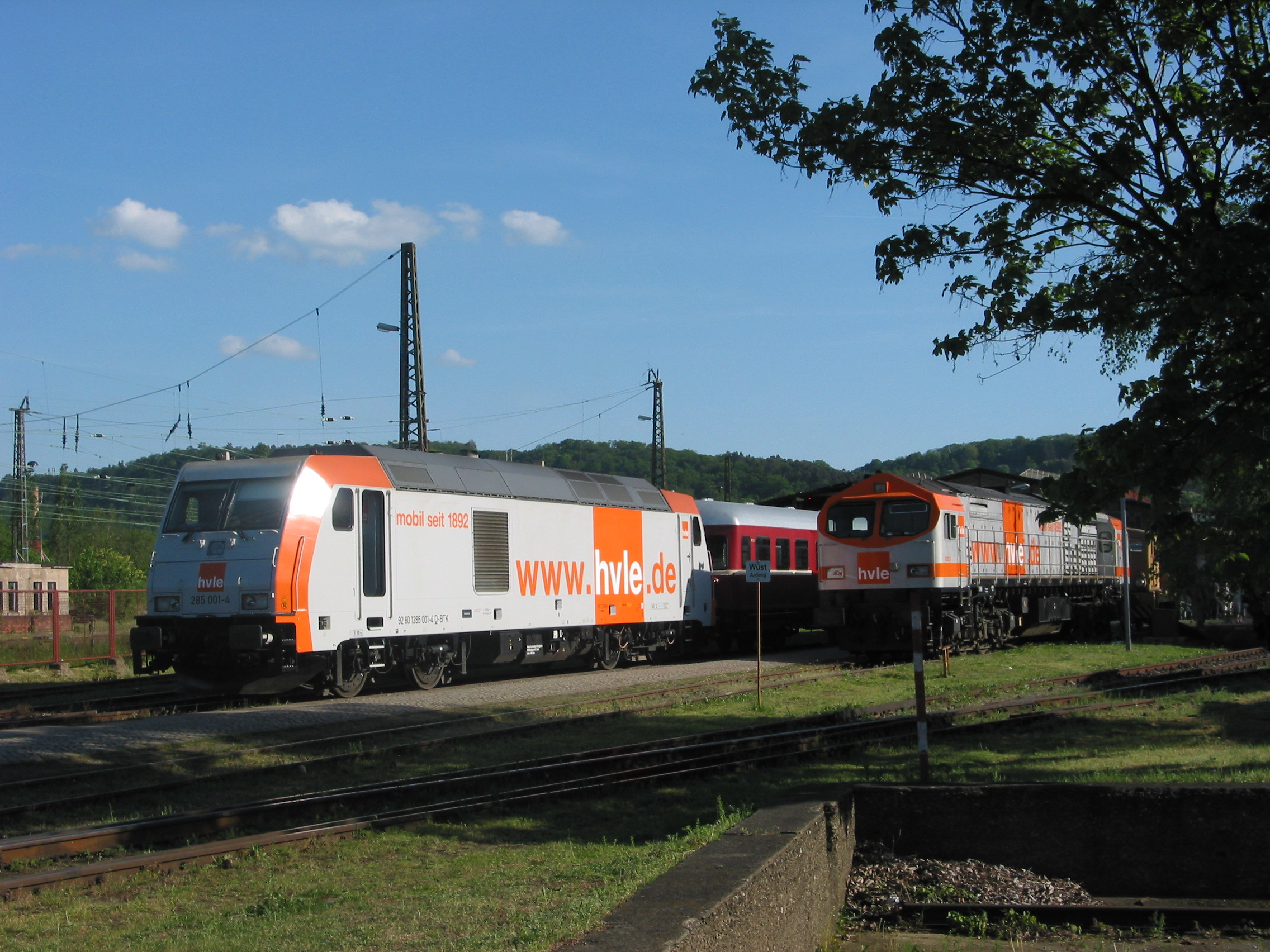
Bombardier 285 001 und V330.03 (Blue Tiger) der HVLE am Standort Blankenburg (Harz)

Durch ihre erfolgreichen Aktivitäten war die OHE aus dem „Berliner Schatten“ herausgetreten. Auf vielen Strecken waren die Lokomotiven mit dem OHE-Kürzel unterwegs. Die gleiche Bezeichnung verwendeten allerdings auch die Osthannoverschen Eisenbahnen, wodurch es des Öfteren zu Irrläufern kam. Eine neue Lösung musste geschaffen werden. Dem neuen Marktauftritt sollten auch der Firmenname und das Erscheinungsbild angepasst werden. Schließlich beschloss die Aktionärsversammlung in Bezug auf die Heimat des Unternehmens ab dem 1. Januar 2006 den Namen der Gesellschaft in Havelländische Eisenbahn AG (hvle) zu ändern. Die Lokomotiven erhielten ein völlig neues Farbschema.
2002 hatte die OHE die Anschlussbedienung des ehemaligen Chemiefaserwerkes Premnitz übernommen. Dreimal wöchentlich fuhren Züge von und nach Wustermark. Auch der Betrieb für Bombardier Transportation in Hennigsdorf hatte zugenommen. Test- und Prüffahrten werden regelmäßig mit Hilfe von HVLE-Lokomotiven durchgeführt. 2010 erwarb die HVLE die Anschlussbahn des Güterverkehrszentrums Wustermark und gründete die Tochterfirma BLTW. Um die industrielle Entwicklung in Brandenburg-Kirchmöser zu fördern, beteiligte sich die HVLE im Verlauf des Jahres 2011 an einer eigens dafür gegründeten Gesellschaft (KNRBB) und übergab der Stadt Brandenburg die Dampflok 52 8017, die auf dem Gelände des ehemaligen Eisenbahnwerkes Brandenburg-West aufgestellt wurde.
Spektakulär war der Kauf des Rangierbahnhofs Wustermark im Jahr 2008. Die DB AG wollte den Bahnhof unmittelbar vor den Toren Berlins stilllegen. Da es im Umkreis von 150 Kilometern kaum noch freie Gleise in diesem Umfang gab, auf denen neue Verkehrsprojekte generiert werden konnten, wollte die HVLE diesen einst hochfrequentierten Bahnhof für den Zugbetrieb offen halten. So wurde unter Beteiligung der BUG Vermietungsgesellschaft mbH die HVLE-Tochter Rail & Logistic Center Wustermark GmbH (RLCW) gegründet und sieben Tage später der 22 ha große Rangierbahnhof einschließlich der Stellwerke gekauft. Ausgeschlossen vom Kauf waren bis auf einen Flachbau sämtliche anderen Gebäude und einige wenige Durchgangsgleise der DB AG.
In den Jahren zuvor hatte die HVLE ihre Fühler auch in Richtung Osteuropa ausgestreckt, um neue Geschäftsfelder in Russland, Belarus und Polen zu erschließen. So erarbeitete die HVLE zusammen mit ihrem polnischen Partner Transportlösungen mit TRAXX-Mehrsystemlokomotiven, bei denen an der Grenze nur noch Personal- und Systemwechsel notwendig waren. Auch Dänemark, Schweden, die Niederlande und Österreich werden inzwischen angefahren.
Ein großer Wurf war der HVLE mit der Entwicklung eines eigenen Schüttgutwagens mit einer Länge über Puffer von 12,68 Meter und 70 Tonnen Lademasse gelungen. Mit einer sechsachsigen Voith Maxima können so mit einer Ein-Mann-Besatzung 3200 Netto-Tonnen befördert werden. Zunehmend wurden immer mehr moderne Fahrzeuge eingesetzt.
Um den Triebfahrzeugpark energetisch und umwelttechnisch zu optimieren, sind bei Stadler Rail Valencia (Spanien) achtzehn neue sechsachsige Eurodual Hybridloks mit 7000 kW elektrischer Dauerleistung und 3800 PS dieselelektrischer Leistung gekauft worden. Für die Entwicklung der Stadler Eurodual 2159 ist die Havelländische Eisenbahn AG gemeinsam mit  Stadler Rail (Valencia) im Jahr 2018/2019 mit dem Innovationspreis des Privatbahn Magazin ausgezeichnet worden.
Im Mai 2019 wurde das Tochterunternehmen  GER Ghana Eastern Railway Beteiligungsgesellschaft mbH gegründet, mit der die HVLE sich an der Planung, Errichtung und dem Betrieb der normalspurigen, ghanesischen Eastern Railway Line vom Tiefwasserhafen Tema über die Hauptstadt Accra nach Kumasi beteiligen wollte. Ende 2023 wurde die Gesellschaft wieder aufgelöst, ohne dass es zu Planungs- oder Bauaktivitäten der HVLE in Ghana gekommen ist.

## Güterverkehr

### Rübelandbahn
Ab dem 1. April 2005 wurde der Kalktransport auf der sogenannten Rübelandbahn zwischen Blankenburg und Elbingerode im Harz schrittweise von der HVLE übernommen. Die Fels-Werke betreiben im Oberharz mehrere Kalksteinbrüche und befördert den Kalkstein in verschiedenen Verarbeitungsstufen hauptsächlich auf der Schiene über die Rübelandbahn nach Blankenburg und von dort zu den Endverbrauchern. Die Rübelandbahn besitzt eine Steilstrecke mit über 63 ‰ Neigung. Die Fels-Werke suchten für ihre existentiell wichtigen Transporte Kalkulationssicherheit und einen zuverlässigen Partner. Die OHE erhielt den Zuschlag und einen langfristigen Vertrag. Um den Verkehr zu bewältigen, beschaffte die OHE drei Lokomotiven des Typs AC33C (Blue Tiger) von Adtranz. Eine Niederlassung in Blankenburg wurde eingerichtet. Noch teilte sich die OHE den Verkehr auf der Rübelandbahn mit DB Cargo. Die Fels-Werke übergaben jedoch der OHE den gesamten Verkehr. Dafür wurden die Blue Tiger mit lärmmindernden Bauteilen ausgerüstet. Bei der Entwicklung dieser Bauteile wurde mit der TU Berlin zusammengearbeitet. Auch weiterführende Transporte nach Peitz, Schwarze Pumpe, Chemnitz und Salzgitter wurden übernommen. Nachdem die Landes-Denkmalbehörde die elektrische Ausrüstung der Rübelandbahn unter Denkmalschutz gestellt hatte, wurde diese von den Fels-Werken übernommen und umfangreich modernisiert. Am 17. Januar 2009 rollte der erste Zug mit zwei TRAXX-E-Lokomotiven der HVLE auf der 25 kV-50 Hz-Strecke.

## Infrastruktur

### Bahnstrecken
- Nauen–Ketzin (15,6 km)
- Nauen–Velten (25,6 km)
- Bötzow–Spandau West (17,2 km)

Im benachbarten Landkreis Westhavelland errichtete die Eisenbahngesellschaft zwei Kleinbahnen mit einer Länge von insgesamt 46 Kilometer, die Westhavelländischen Kreisbahnen.
Im Besitz der HVLE ist heute noch die Reststrecke der Bötzowbahn vom Übergabebahnhof Berlin-Spandau zum Güterbahnhof Johannesstift. Der Bahnhof Schöneicher Plan an der ehemaligen Neukölln-Mittenwalder Eisenbahn wurde bis 2011 ebenfalls betrieben und danach an die Draisinenbahn Berlin/Brandenburg GmbH abgegeben.
Nach der politischen Wende übernahm die HVLE zudem die Betriebsführung mehrerer Anschlussbahnen: im Jahr 1999 im Güterverkehrszentrum (GVZ) Berlin West in Wustermark einschließlich des KV-Terminal, 2002 für die Premnitzer Industriebahn und 2004 für die Werksbahn Bombardier in Hennigsdorf. Weitere Anschlussbahnen werden in Berlin, Vorketzin und Kirchmöser betrieben.
Im Jahr 2020 übernahm die HVLE von der Lappwaldbahn die Betriebsführung der Streckenabschnitte
- VzG-Strecke 6892 Abzw. Florastraße – Abzw. Süplingen – km 9,940 (– Weferlingen) der Bahnstrecke Haldensleben – Weferlingen und
- VzG-Strecke 6893 Abzw. Süplingen – Awanst Dönstedt Steinwerke der Bahnstrecke Süplingen – Bebertal,

welche der der Norddeutschen Natursteine Rail GmbH (NNRail) gehören.

### Bahnbetriebswerk
Das zentrale Betriebsgelände der HVLE ist bis heute der Güterbahnhof (Gbf) Berlin-Spandau Johannesstift. Früher hatte dieser eine große Bedeutung, denn hier verzweigten sich die Spandauer Industriebahnen. Während diese mittlerweile allesamt stillgelegt sind, werden im Gbf Johannesstift weiterhin Güterwagen wie Lokomotiven abgestellt und im modernen, angrenzenden Bahnbetriebswerk gewartet. Hier befand sich bis 2018 der Unternehmenssitz und bis 2022 die Verwaltung.
Für den Verkehr auf der Rübelandbahn wurde zudem eine Niederlassung in Blankenburg (Harz) eingerichtet.

### Wustermark Rangierbahnhof

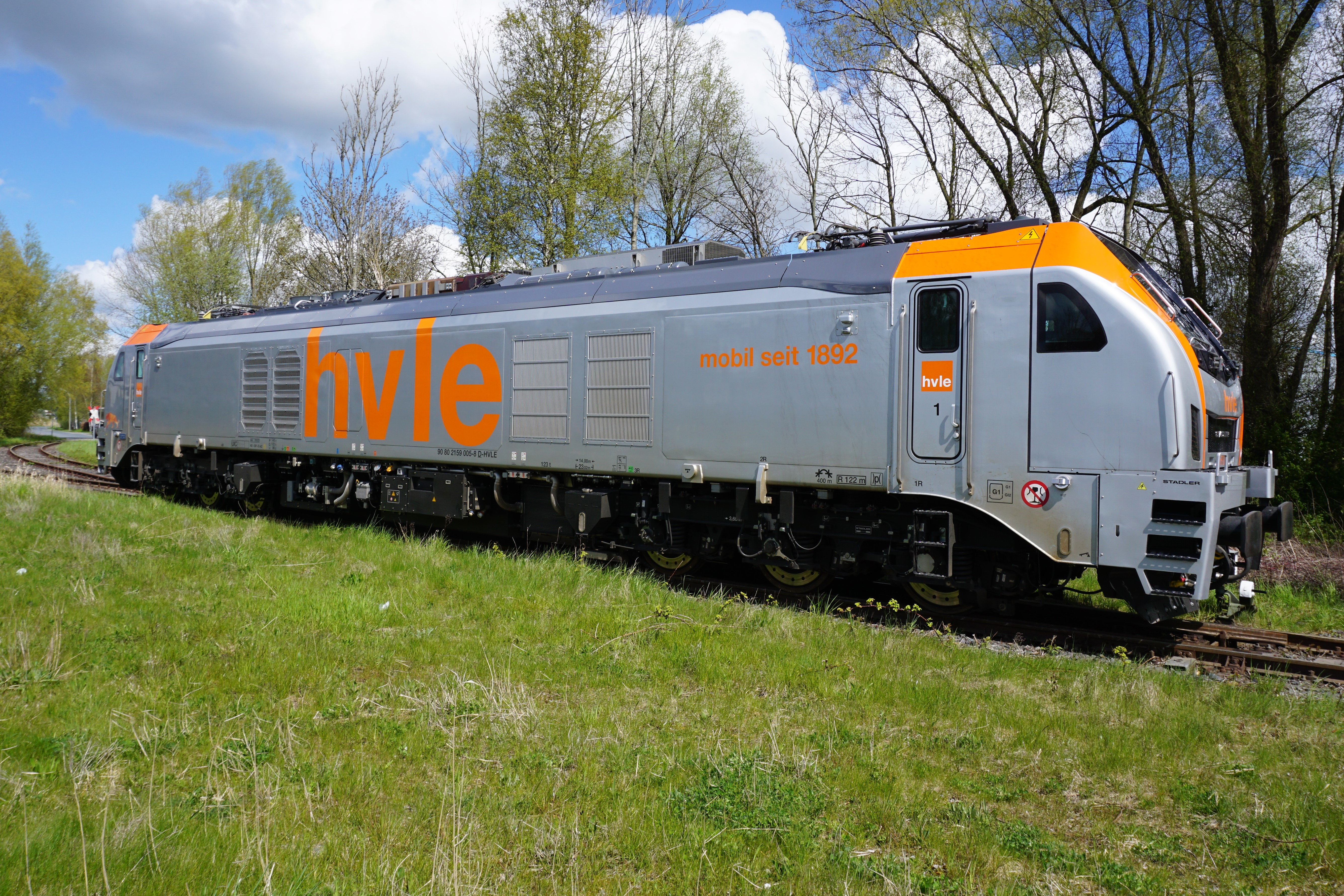
Eine von zehn neuen EuroDual-Hybrid-Loks der HVLE von Stadler Rail

Nach über dreijährigen Verhandlungen hat die HVLE den fast 100 Jahre alten Rangierbahnhof Wustermark von der Deutschen Bahn AG gekauft. Die offizielle Wiederinbetriebnahme erfolgte am 1. Juli 2008. Für den Betrieb ist die Rail & Logistik Center Wustermark GmbH & Co KG (RLC) zuständig, an der die HVLE mehrheitlich beteiligt ist. Der 70-gleisige Rangierbahnhof fungiert als Dienstleistungszentrum für andere Eisenbahnverkehrsunternehmen (v. a. Zugbildung und -auflösung, Abstellmöglichkeit, Werkstattdienste, Umschlag von Baustoffen). Seitdem erfolgt ein schrittweiser Ausbau der Infrastruktur und der bahnaffinen Logistikaktivitäten in Zusammenarbeit mit dem GVZ Wustermark. Ende September 2011 wurde eine direkte Westanbindung des Rangierbahnhofes hergestellt, die eine Zufahrt ohne Rangieren auch für bis zu 800 Meter lange Güterzüge erlaubt. Inzwischen wird das RLC Wustermark von 120 Kunden genutzt.
Im Jahr 2011 hat sich die HVLE über die BahnLogistik Terminal Wustermark GmbH am Kauf des Containerterminals im GVZ Wustermark beteiligt, in dem sie bereits die Anschlussbahn betreibt und das in der Nachbarschaft des Rangierbahnhofs Wustermark am Berliner Außenring liegt.

### Bahntechnologie Campus Havelland
2015 wurde durch die HVLE auch das ehemalige Bahnbetriebswerk am Standort von der DB gekauft und in die Bahntechnologie Campus Havelland GmbH (BTC) eingebracht.
Auf der rund 34 Hektar großen Fläche des einstigen Rangierbahnhofs Wustermark wurde im Januar 2017 der Startschuss für ein millionenschweres Infrastrukturprojekt gegeben. Der Landkreis Havelland entwickelt mit Unterstützung der HVLE ein Zentrum für Bahngewerbe und moderne Bahntechnologien, gefördert aus Mitteln des Bundes und des Landes Brandenburg im Rahmen der Gemeinschaftsaufgabe: „Verbesserung der regionalen Wirtschaftsinfrastruktur“ – GRW-Infrastruktur.
Die Entwicklung eines Bahntechnologie-Campus' im Havelland fußt auf den Handlungssträngen:
- Logistik
- Gewerbe
- Forschung und Praxis
- Wissenschaft und Bildung

Die mit der Entwicklung beauftragte BTC soll den traditionsreichen Standort des ehemaligen Rangierbahnhofs revitalisieren und Gewerbebetriebe aus dem Sektor Bahn mit Forschung- und Wissenschaftseinrichtungen zusammenbringen.
Nachdem zuvor bereits der Vertrieb, der technische Vorstand und die rund um die Uhr besetzte Leitstelle am BTC tätig war, zogen 2022 auch die übrigen Abteilungen der HVLE von Spandau nach Wustermark, das bereits seit 2018 offizieller Firmensitz ist.